# 山口県立岩国総合高等学校
山口県立岩国総合高等学校（やまぐちけんりつ いわくにそうごうこうとうがっこう）は、山口県岩国市藤生町四丁目に所在する公立の高等学校。

## 設置学科
- 総合学科
  - 文科系列
    - 基礎専攻
    - 文化専攻
    - 自然専攻
    - 外国語専攻

  - 芸術系列
    - 音楽専攻
    - 美術専攻

  - 生涯系列
    - 商業専攻
    - 家庭専攻
    - 保育専攻
    - 福祉専攻
    - 医療・看護専攻

## 歴史
- 1976年4月1日 - 山口県立岩陽高等学校として設立。
- 2000年4月1日 - 山口県立岩国総合高等学校に改称し、普通科を総合学科に変更。

## 著名な卒業生
- 宇津本直紀（元DEEN、ミュージシャン／音楽プロデューサー）
- 藤島誠剛（元プロ野球選手）
- 松林慎司（俳優）
- 紗羽優那（元宝塚歌劇団宙組娘役）

## 交通
JR山陽本線 藤生駅より徒歩10分。